# Marbois
Marbois ist eine französische Gemeinde mit 1.307 Einwohnern (Stand: 1. Januar 2022) im Département Eure in der Region Normandie. Sie gehört zum Arrondissement Bernay, zum Kanton Breteuil und ist Mitglied im Gemeindeverband Interco Normandie Sud Eure. 

## Geografie
Marbois liegt etwa 25 Kilometer südsüdwestlich von Évreux am Iton. Umgeben wird Marbois von den Nachbargemeinden Nagel-Séez-Mesnil und Nogent-le-Sec im Norden, Mesnils-sur-Iton im Süden und Osten, Breteuil im Westen und Südwesten sowie Beaubray im Westen und Nordwesten.

## Geschichte
Zum 1. Januar 2016 wurden die bis dahin eigenständigen Kommunen Chanteloup, Le Chesne, Les Essarts und Saint-Denis-du-Béhélan zur neuen Gemeinde (commune nouvelle) Marbois zusammengeschlossen. Der Sitz dieser neu geschaffenen Gebietskörperschaft befindet sich im Ortsteil Le Chesne. 
Zur Ortsgeschichte vgl. die einzelnen Ortschaften.

## Gliederung
| Ortsteil                      | ehemaliger INSEE-Code | Fläche (km²) | Einwohnerzahl (2018) | Kantonszugehörigkeit |
| ----------------------------- | --------------------- | ------------ | -------------------- | -------------------- |
| Chanteloup                    | 27145                 | 04,20        | 096                  | Verneuil-sur-Avre    |
| Le Chesne (Verwaltungssitz)00 | 27157                 | 17,61        | 629                  | Breteuil             |
| Les Essarts                   | 27225                 | 15,18        | 438                  | Verneuil-sur-Avre    |
| Saint-Denis-du-Béhélan        | 27532                 | 09,55        | 193                  | Breteuil             |

## Sehenswürdigkeiten

### Le Chesne
- Kirche Notre-Dame
- Schloss Le Chesne
- Herrenhaus La Vert-Chaisne
- Herrenhaus La Vallée

### Les Essarts
- Kirche

### Saint-Denis-du-Béhélan
- Kirche Saint-Denis
- Schloss Limeux

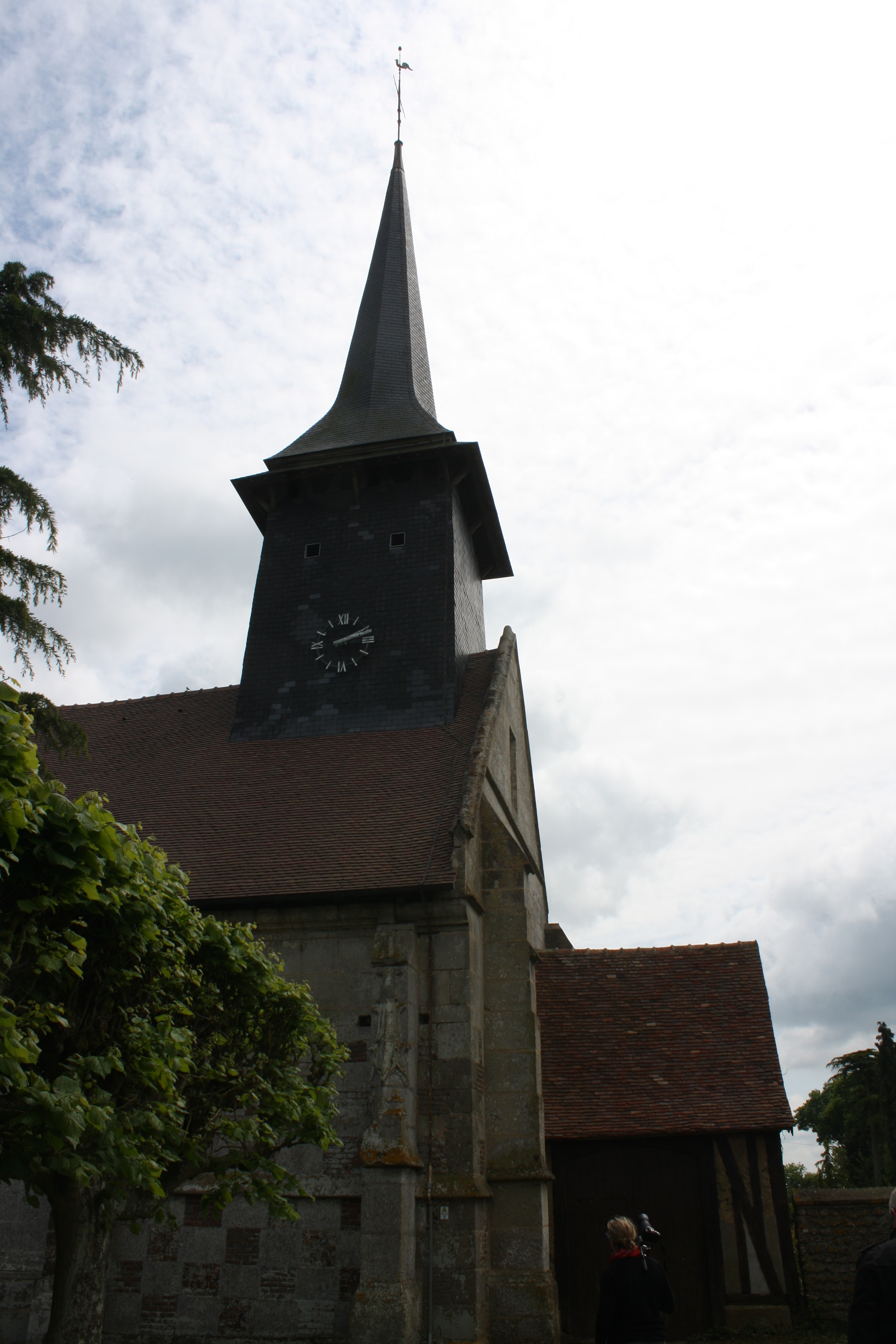
Kirche Notre-Dame in La Chesne
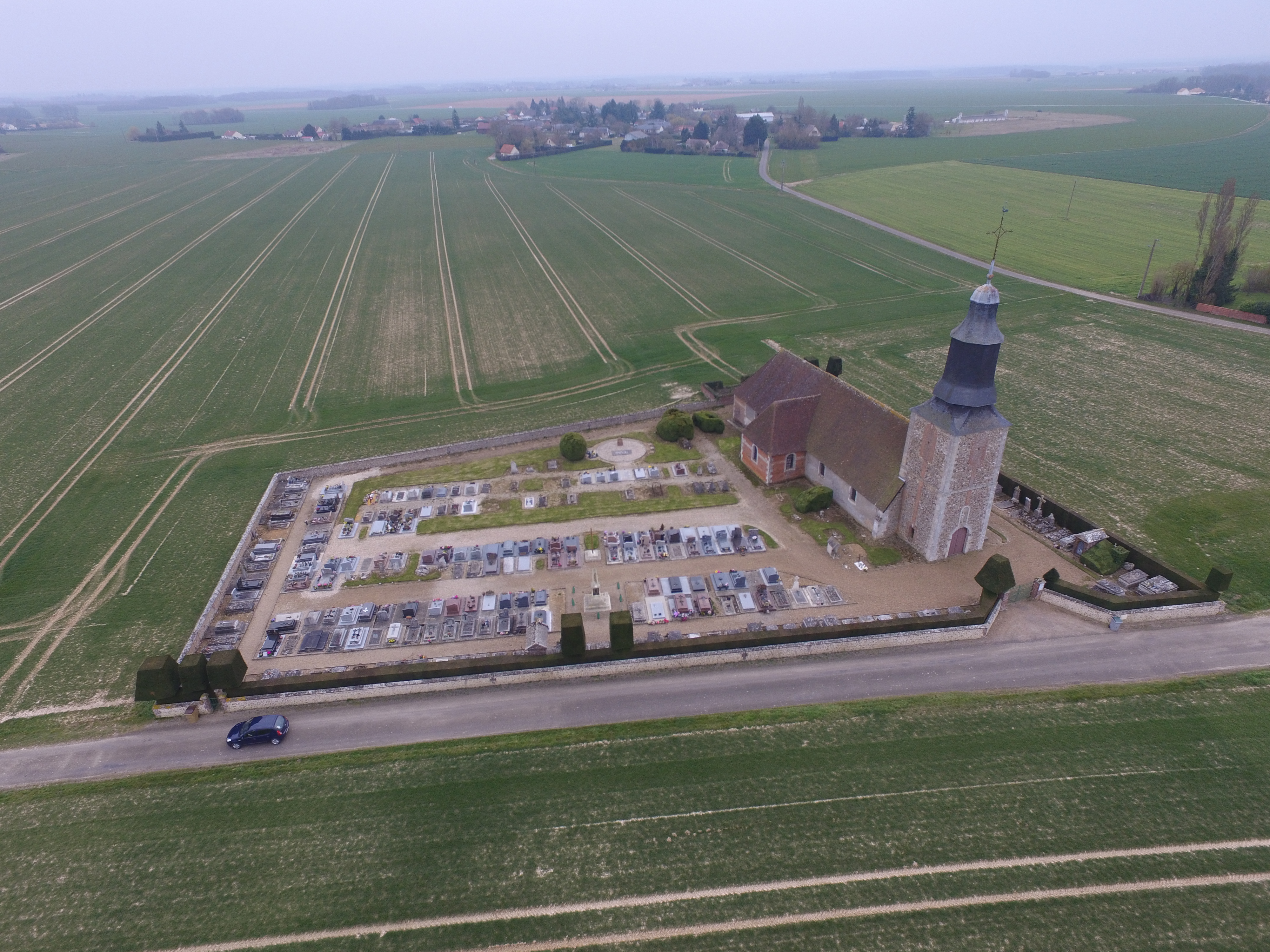
Kirche von Les Essarts
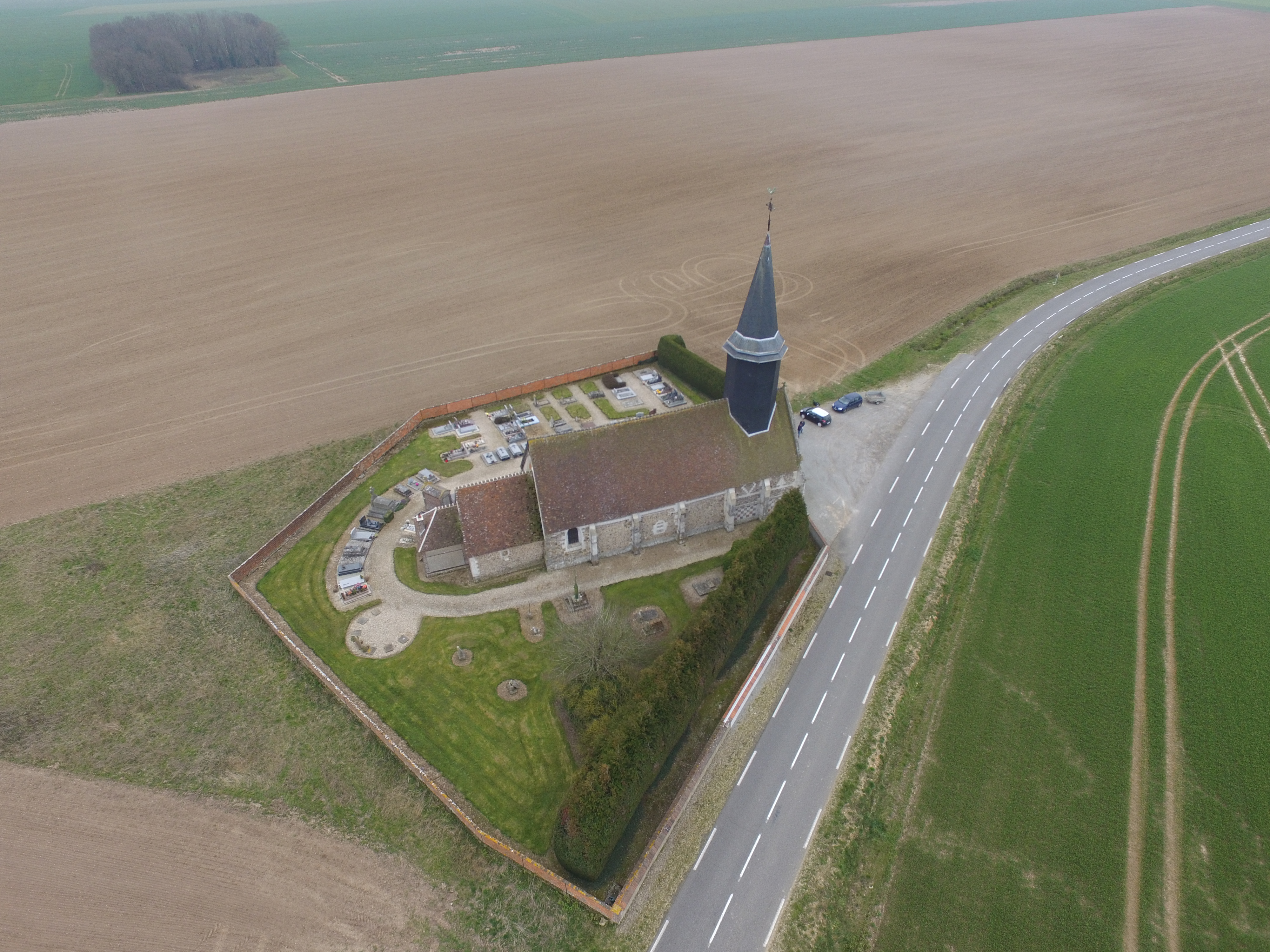
Kirche Saint-Denis-du-Béhélan